# Sinfónico
Sinfónico é um álbum ao vivo da banda de rock mexicana El Tri, lançado em 1999.
O álbum foi gravado nos dias 12 e 13 de outubro de 1998 no Auditorio Nacional da Cidade do México para comemorar e celebrar o 30o aniversário da banda. A orquestra sinfônica metropolitana do México foi convidada para este projeto. Ela também seria convidada mais tarde para gravar o álbum Sinfónico II de 2001.
O álbum teve uma vendagem de platina (mais de 100,000 copias). La sinfonía invitada para este proyecto fue la Sinfónica Metropolitana de México, misma que volvería a participar para el álbum Sinfónico II (2001).

## Lista de cançōes
1. Virgen morena - 8:31
2. Mente roquera - 5:46
3. María Sabina - 5:41
4. Los minusválidos - 4:03
5. Las piedras rodantes - 3:20
6. El niño sin amor - 3:52
7. Difícil - 3:34
8. Cuando tú no estás - 5:06
9. Nostalgia - 6:01
10. Triste canción - 9:21
11. Pobre soñador - 6:49
12. A.D.O. - 9:27